# Ben Nsibandze
Ben Mshamndande Nsibandze (ur. 1931, zm. 2021) – suazyjski polityk, tymczasowy premier Suazi między 25 października a 23 listopada 1979.
W młodości pracował zagranicą. Pełnił funkcję wicepremiera. Służył jako tymczasowy premier w 1979 po śmierci Maphevu Dlaminiego. Po miesiącu jego następcą został Mabandla Dlamini. Pełnił później funkcję szefa narodowej agencji zarządzania kryzysowego.
Miał dwoje dzieci.